# Přírodopis

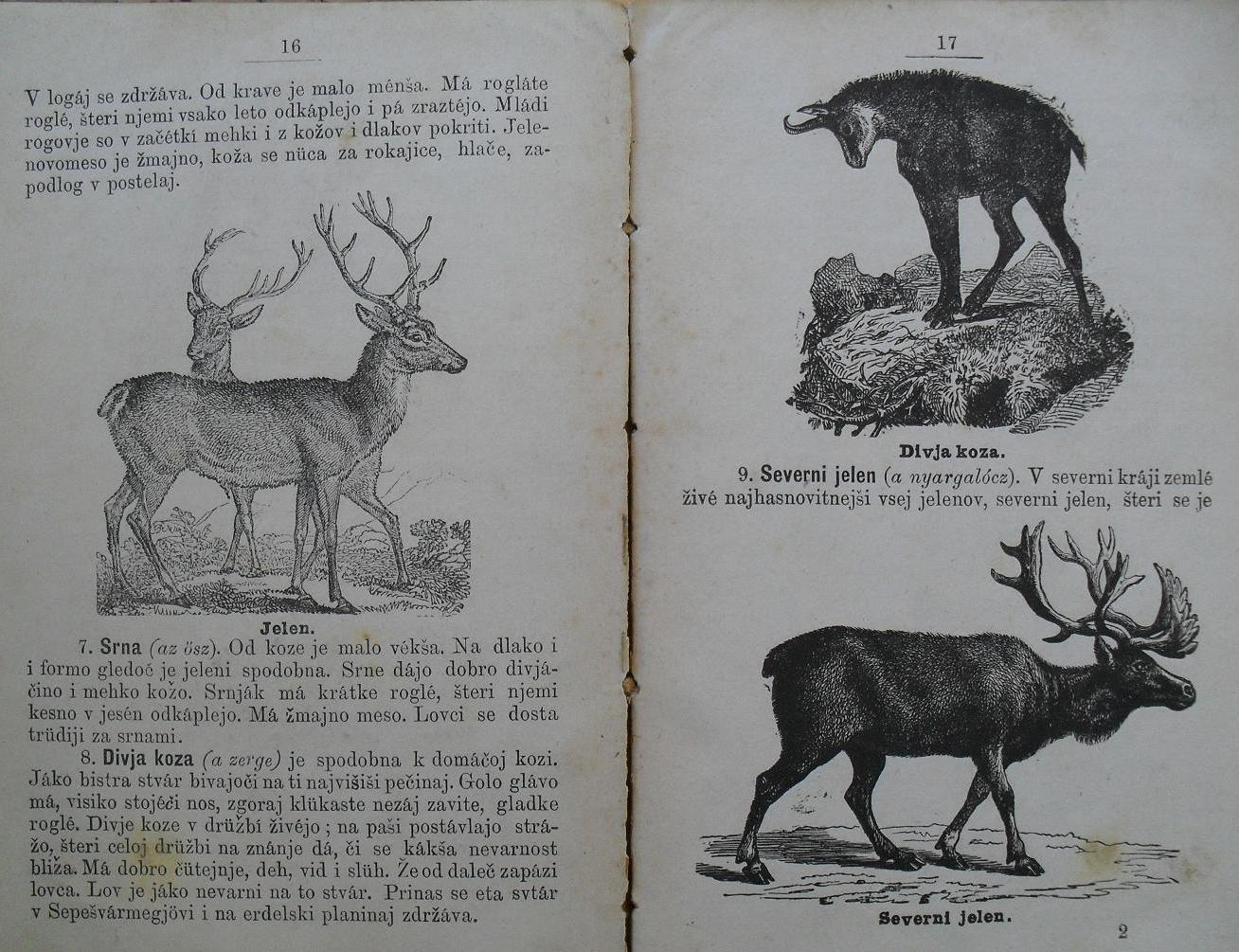
Učebnice přírodopisu z roku 1878

Přírodopis je školní předmět vyučovaný na druhém stupni základní školy, kde navazuje na hodiny přírodovědy na prvním stupni. Spojuje v sobě výuku o živé a neživé přírodě. 
V 19. století byl termín přírodopis vnímán odlišně, společně s přírodozpytem byl podřazený termínu přírodověda a užíval se také v rámci středoškolské výuky a vědeckého bádání. Zahrnoval vědy, které přímo popisují živou a neživou přírodu na Zemi, s výjimkou věd exaktních – vynechával tedy astronomii, geografii, fyziku či chemii a fyziologii.

## Historie

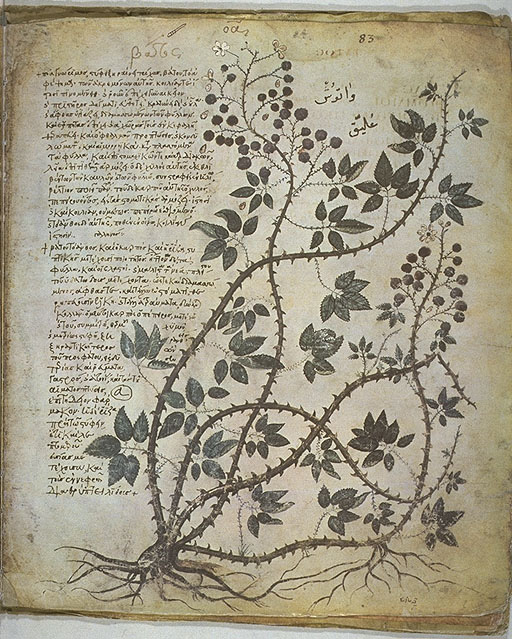
Ostružina z rukopisu Vídeňský Dioskuridés ze šestého století

V druhé polovině 19. století byly rozlišovány dva základní typy přírodních věd – popisné (konkrétní) přírodní vědy, mezi něž patřil právě přírodopis (mineralogie, zoologie, botanika, morfologie a další obory), a na „zpytovací“ (abstraktní) přírodní vědy, kam spadal přírodozpyt (fyzika, astronomie, elektrotechnika, chemie, fyziologie). Přírodopis byl rovněž společně se zeměpisem a silozpytem označován za „reálie“.
Toto dobově všeobecně přijímané uspořádání přírodních věd a jejich rozdělení na konkrétní a abstraktní vědy podrobil kritice kromě jiných Tomáš Garrigue Masaryk. Uvedl, že rozdělení vychází ze Spencerovy představy, že „konkrétní vědy poskytují abstraktním vědám materiál“ a že do německého a českého prostředí tuto myšlenku uvedl zejména Friedrich Harms. Podle Harmse dává konkrétní přírodopis abstraktnější přírodovědě „základ a úvod“ a poskytuje jí materiál – s tím, že přírodověda užívá i materiálu poskytovaného dalšími konkrétními vědami a sám přírodopis užívá i jiných abstraktních zákonů než těch přírodovědeckých. Masaryk nicméně zpochybnil především tvrzení, že přírodopis a přírodověda jsou si „vzájemně účelem a prostředkem“, neboť konkrétní a abstraktní vědy lze podle něj studovat nezávisle na sobě – a mnoho oborů a vědeckých prací navíc nelze jako celek zařadit pod abstraktní či konkrétní vědu. Také ve školní výuce se podle něj střídá výuka konkrétních poznatků a abstraktních zákonů.
Ke změně v terminologii došlo po druhé světové válce. Již v jejím průběhu byl středoškolský přírodopis omezen na biologické vědy, zatímco mineralogie či geologie se nevyučovaly. Po obnově výuky „kamenných věd“ došlo k oddělení obou oborů, a to pod tlakem „závažných důvodů vědeckých i didaktických“, které formuloval především přírodovědec a autor učebnic Miroslav Fendrych a které přijala jak Komise pro didaktiku věd přírodních, tak moderně orientovaní vyučující.
Spojení biologie s ostatními přírodními vědami zůstalo od druhé poloviny 20. století pouze záležitostí výuky na základních školách. Zde zůstalo běžným jevem také rozlišování „přírodovědy“ a „přírodopisu“ – vzdělávací program Základní škola z roku 1996 rozlišoval přírodovědu (vyučovanou ve 4. a 5. třídě) a přírodopis (vyučovaný od 6. do 9. třídy). Po přelomu tisíciletí se začaly objevovat také texty, které vnímají označení přírodopis a přírodověda jako ekvivalentní.

## Moderní přírodopis
Charakteristika předmětu přírodopis se vlivem změn v osnovách pro základní školy stále vyvíjí, v současné době si mohou jeho náplň stanovit jednotlivé školy samy. Předmět je vyučován na druhém stupni jako součást vzdělávací oblasti Člověk a příroda, která zčásti navazuje na vzdělávací oblast Člověk a jeho svět vyučovanou na 1. stupni. Nahrazuje předmět přírodověda, od kterého se oddělují mimo jiné i fyzika a chemie.
Přírodopis je vyučován v 6. až 9. ročníku s obvyklou dotací 2 vyučovacích hodin týdně a zahrnuje 8 následujících okruhů:
- Obecná biologie a genetika
- Biologie hub
- Biologie rostlin
- Biologie živočichů
- Biologie člověka
- Neživá příroda
- Základy ekologie
- Praktické poznávání přírody[10]

Rámcový vzdělávací program pro základní vzdělávání (RVP ZV) oproti dřívějším osnovám nestanovuje jako stěžejní část vzdělávacího procesu učivo, ale tzv. očekávané výstupy. Těmito výstupy je myšlena činnost, kterou žák prokáže zvládnutí obsahu předmětu.
Revize Rámcového vzdělávacího programu pro základní vzdělávání, schválená v roce 2021 a povinná pro školy od září 2023, výuku v oblasti přírodopisu proti staršímu pojetí značně omezila – vyžadována přestala být znalost buňky, anatomie rostlin a živočichů, symbiózy lišejníků a hub, chovu domácích zvířat, první pomoci, duševní hygieny nebo rovnováhy společenstev a dalších ekologických témat.